# Claudius Claudianus
Claudius Claudianus (370 körül – 404 körül) a 4–5. század fordulóján alkotott római kori költő.

## Élete
Alexandriában vagy Canopusban született pogány szülőktől. Valószínűleg görög nevelésben részesült, de ez a nevelés hiányos lehetett, mert 395-ben Alexandriából Rómába ment, bizonyosan azért is, hogy magát tovább képezze. Ott csakhamar megismerkedett több befolyásos személlyel, és különösen kegyelt embere lett a híres hadvezérnek, Stilichónak. Elkísérte őt Milánóba és különféle tisztségeket kapott tőle. (A 15. században találtak Traianus fórumán egy oszlopot, mely az ő tiszteletére emeltetett Arcadius és Honorius császárok idejében; ez oszlop tribunusnak és notariusnak nevezi.) Miután visszatért Rómába, 400-ban még egyszer megfordult Alexandriában, hogy megnősüljön. Halála 404 vagy 408 körül történhetett, mivel azon túl semmi sem tudható róla.

## Költeményei
Sok költeménye maradt fenn. Görögül is írt, de latinul többet és ügyesebben verselt. Kora eseményeinek költője volt, ezért költeményei igen értékes, bár kritikával használandó források. Nevezetesebb művei eposzok és panegyricusok, köztük a De bello Gildonico című, mely a Gildo mór fejedelem elleni hadi készülődéseket énekli meg; a De consulatu Stilichonis libri III-at pártfogójának, Stilichónak konzulságáról; a De raptu Proserpinae című nagy mitológiai költemény (három könyvben), mely azonban nem maradt teljesen reánk. Latin epigrammáin kívül ránk maradt két görög epigramma is (a Görög antológiában) és töredékesen egy görög nyelven írt Gigantomachia. E görög költeményeket némelyek egy ifjabb Claudianusnak, a latin költő rokonának tulajdonítják.
Műveiből igazi költői tehetség, gazdag képzelet, erő és elegancia sugárzik. Általában Vergilius és Statius követője. Az 5. században élt Sidonius Apollinaris clermonti püspök erősen utánozta.

## Művei magyarul
- Claudianus versei; vál., ford., utószó, jegyz. Mezei Balázs; Európa, Bp., 1988 (Az ókori irodalom kiskönyvtára) ISBN 963-07-4751-0, 348 p. Online részletek

## Szakirodalom
- Hajdú Péter: Claudius Claudianus eposzai; Argumentum Kiadó, Budapest, 2002 (Apollo könyvtár), ISBN 963-446-191-3, 217 p